# Überwundener Aberglaube
Die polnische Freimaurerloge  „Überwundener Aberglaube“  (auch: Przesąd Zwyciężony) wurde 1786 von der Mutterloge Katharina unter dem Nordstern in Krakau, Polen-Litauen gegründet.
1821/1822 wurde sie wie alle Freimaurerlogen in Kongresspolen und der Freien Stadt Krakau vom Zaren aufgelöst. 1935 wurde sie wiedergegründet, jedoch bereits 1938 vom polnischen Präsidenten Ignacy Mościcki erneut aufgehoben. Nach der Wende 1989 wurde sie abermals neugegründet und ist heute Mitglied der Wielka Loża Narodowa Polski. Sie hat heute ihren Sitz in der Kopernikusstraße in Krakau.